# 刘易斯与克拉克桥 (俄亥俄河)
刘易斯和克拉克桥（英語：Lewis and Clark Bridge）是美国肯塔基州路易斯维尔市东北部的一座跨越俄亥俄河的斜拉桥，是路易斯维尔大都会区域环状道路的组成部分，连接841号肯塔基州州道与265号印第安纳州州道。它曾经被称为东端桥（East End Bridge），对于步行和自行车免费，对于机动车辆，在2016年12月30日起，开始采用電子道路收費系統收费。